# Clepsis fucana
Clepsis fucana es una especie de polilla del género Clepsis, categorizada en la tribu Archipini, de la subfamilia Tortricinae.

## Distribución
Se distribuye por Estados Unidos y Canadá.

## Taxonomía
Fue descrita por Walsingham en 1879 y publicada en (Lozotaenia), Illust. typical Specimens Lepid. Heterocera Colln. Br. Mus 4: 12.